# Nikolaevo (distrikt i Bulgarien, Pleven)
Nikolaevo (bulgariska: Николаево) är ett distrikt i Bulgarien.   Det ligger i kommunen Obsjtina Pleven och regionen Pleven, i den centrala delen av landet, 120 km nordost om huvudstaden Sofia.
Omgivningarna runt Nikolaevo är en mosaik av jordbruksmark och naturlig växtlighet. Runt Nikolaevo är det ganska tätbefolkat, med 60 invånare per kvadratkilometer.